# 100 Bullets (joc video)
100 Bullets va fi un joc video bazat pe banda desenată cu același nume scrisă de Brian Azzarello și ilustrată de Eduardo Risso. Va fi publicată de D3 Publisher.